# Marécage (physique)
 (juin 2023).
Si vous disposez d'ouvrages ou d'articles de référence ou si vous connaissez des sites web de qualité traitant du thème abordé ici, merci de compléter l'article en donnant les références utiles à sa vérifiabilité et en les liant à la section « Notes et références ».
En physique, le terme marécage (en anglais : swampland) fait référence à des théories physiques efficaces à basse énergie qui ne sont pas compatibles avec la théorie des cordes, contrairement au « paysage de la théorie des cordes (en) » des théories compatibles avec elle. En d'autres termes, le marécage est l'ensemble des théories d'apparence cohérente sans complétion ultraviolette (en) cohérente dans la théorie des cordes.
Les développements de la théorie des cordes suggèrent que le paysage de la théorie des cordes des faux vides est vaste. Il est donc naturel de se demander si ce paysage est aussi vaste que le prédisent les théories de terrain efficaces et cohérentes. Certains auteurs, comme Cumrun Vafa, laissent à penser que ce n'est pas le cas et que le marécage est en fait beaucoup plus étendu que le paysage de la théorie des cordes.